# Parashorea macrophylla
Parashorea macrophylla är en tvåhjärtbladig växtart som beskrevs av Wyatt-smith och Peter Shaw Ashton. Parashorea macrophylla ingår i släktet Parashorea och familjen Dipterocarpaceae. Inga underarter finns listade i Catalogue of Life.